# Erzbistum Athen (griechisch-orthodox)

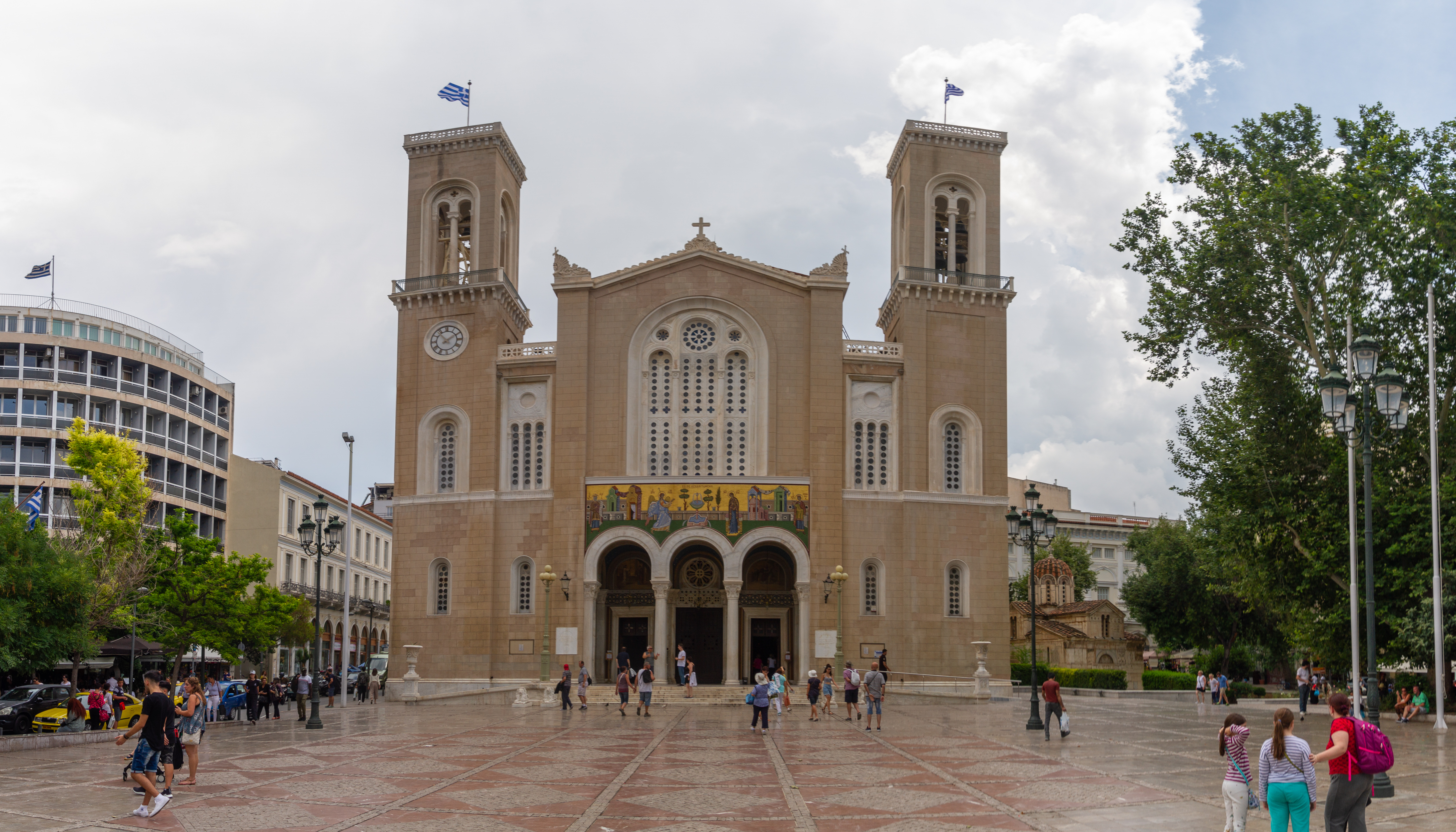
Kathedrale Mariä Verkündigung

Das Erzbistum Athen ist eine Diözese der Kirche von Griechenland. Der ihr vorstehende Erzbischof ist gleichzeitig das Oberhaupt dieser autokephalen griechisch-orthodoxen Kirche. Er hat den Titel Erzbischof von Athen und ganz Griechenland. Bischofssitz ist die Kathedrale Mariä Verkündigung in Athen. Gegenwärtig ist Hieronymos II. Erzbischof von Athen.